# Groep van Twintig
De Groep van 20 (G20) is een groep bestaande uit 19 landen, de Europese Unie en de Afrikaanse Unie. Gezamenlijk beslaan de leden van de G20 (voor toetreding van de Afrikaanse Unie) zo'n 80% van het wereldwijde bruto nationaal product, zo'n 75% van de wereldhandel (inclusief handel binnen de EU) en 60% van de wereldbevolking.
De G20 wil een forum zijn voor samenwerking en beraad met betrekking tot het internationale financiële systeem.

## Leden

G20-landen: de donkerblauwe landen zijn individueel lid van de G20. De lichtblauwe landen worden door de Europese Unie vertegenwoordigd, maar zijn niet individueel lid. De met magenta aangegeven landen zijn gasten op de G20 in 2023.

- Afrikaanse Unie
- Argentinië
- Australië
- Brazilië
- Canada
- China
- Duitsland
- Europese Unie
- Frankrijk
- India
- Indonesië
- Italië
- Japan
- Mexico
- Rusland
- Saoedi-Arabië
- Turkije
- Verenigd Koninkrijk
- Verenigde Staten
- Zuid-Afrika
- Zuid-Korea

## Geschiedenis
De G20 werd voor het eerst besproken op de topconferentie van de G7 in Keulen in juni 1999, en formeel opgericht op de bijeenkomst van de G7 op 26 september 1999. De eerste bijeenkomst van de G20 vond plaats op 15 en 16 december 1999 in Berlijn.
Zitting in de G20 hebben: de ministers van Financiën van alle lidstaten, de presidenten van de centrale banken van de landen van de G7 en van 12 andere belangrijke landen en de voorzitter van de Europese Unie.
In september 2023 trad de Afrikaanse Unie toe.

## Organisatie
De G20 heeft geen permanent secretariaat of vaste staf. Deze taken worden per bijeenkomst door andere landen uitgevoerd. Het land dat de bijeenkomst organiseert stelt een tijdelijk secretariaat samen, dat het werk en de organisatie van de bijeenkomst leidt.
De vergaderingen zijn onregelmatig maar in het algemeen jaarlijks, voorafgegaan door een voorbereidende bijeenkomst. In oktober 2008 werd een speciale bijeenkomst gewijd aan de gevolgen van de kredietcrisis, bijgewoond door de regeringsleiders van de aangesloten landen. Deze top kreeg in april 2009 een vervolg.

## Bijeenkomsten
- 1999:  Berlijn
- 2000:  Montreal
- 2001:   Seattle
- 2002:  Delhi
- 2003:  Morelia
- 2004:  Berlijn
- 2005:  Peking
- 2006:  Melbourne
- 2007:  Kaapstad
- 2008:  São Paulo
- 2008:  Washington, D.C.: Dit was een speciale bijeenkomst over de redding van de wereldeconomie. De Europese Unie werd vertegenwoordigd door Nederland (staatssecretaris van Financiën Jan Kees de Jager verving premier Jan Peter Balkenende, wiens vader zojuist was overleden) en Spanje.
- 2009:  Londen: De G20-top in Londen was hoofdzakelijk gewijd aan de gevolgen van de economische crisis en werd bijgewoond door de leiders van de aangesloten landen, aangevuld met Spanje en Nederland (als vertegenwoordiger van de Europese Unie), alsmede de ministers van Financiën en de presidenten van de centrale banken. Voornaamste resultaten waren een extra impuls voor de financiële wereld, steun aan het IMF en een mondiaal reguleringsorgaan voor de financiële markten. Het IMF kreeg 500 miljard dollar (375 miljard euro) extra om de financiële stabiliteit in de wereld te versterken.[3] Japan, de Europese Unie en de Verenigde Staten zouden ieder 100 miljard dollar in het IMF willen steken. Met deze toezegging verdrievoudigen de middelen van het IMF voor de bestrijding van financiële crises. Daarnaast werd afgesproken protectionisme tegen te gaan en een halt toe te roepen aan belastingparadijzen.[4]
- 2009:  Pittsburgh: Op 24 en 25 september kwamen de leiders van de G20 opnieuw bijeen. Voor deze gelegenheid waren ook de leiders uitgenodigd van de landen Spanje en Nederland en de organisaties NEPAD, ASEAN, VN, Wereldbank, IMF, WTO, APEC en de FSF. Samen bespraken zij de vooruitgang die gemaakt is sinds de voorgaande twee bijeenkomsten en werden verdere maatregelen besproken die moeten leiden tot herstel van de wereldwijde financiële en economische crisis.
- 2010:  Toronto: Demissionair premier Jan Peter Balkenende van Nederland was wederom uitgenodigd, ditmaal door de Canadese premier Stephen Harper. Er werd onder andere gesproken over een bankentaks. Door rellen in de Canadese stad zat premier Balkenende vast in zijn hotel. Enkele mensen protesteerden vreedzaam, andere vernielden winkelruiten, staken politiewagens in brand en vernielden antennes van televisiestations.
- 2010:  Seoel, 11 en 12 november: Het overheersende thema was de dreigende valutaoorlog. De voortdurende ruim-geld-politiek van de Verenigde Staten blijft de waarde van de dollar voortdurend ondermijnen. Het overleg leverde geen resultaat op. Nederland was deze keer niet uitgenodigd.
- 2011:  Cannes, 3 en 4 november.
- 2012:  Los Cabos, 18 en 19 juni.
- 2013:  Sint-Petersburg
- 2014:  Brisbane
- 2015:  Antalya
- 2016:  Hangzhou: Gehouden op 26 en 27 februari. Onderwerp was het keren van de teruglopende groei van de wereldeconomie.[5] Als grootste risico’s voor de wereldeconomie werden genoemd volatiele kapitaalstromen, een scherpe val van grondstoffenprijzen en geopolitieke spanningen.[6] De enige concrete afspraak was dat centrale bankiers hun monetaire beleid beter op elkaar gaan afstemmen.[6]
- 2017: , op 7 en 8 juli in Hamburg
- 2018:  Argentinië, Buenos Aires: Gehouden van 30 november tot 2 december. De handelsoorlog tussen de Verenigde Staten en de Volksrepubliek China stond centraal. Na overleg besloot de VS de handelstarieven voor drie maanden te bevriezen en China beloofde meer te importeren uit de VS.[7] De twee landen hebben nog duidelijke verschillen van inzicht over, onder andere, overheidssteun aan bedrijven, het benadelen van buitenlandse bedrijven en de diverse non-tarifaire handelsbelemmeringen. In een slotverklaring wordt opgeroepen tot hervorming van de Wereldhandelsorganisatie (WTO) en alle landen (met uitzondering van de VS) committeerden zich aan het klimaatakkoord van Parijs uit 2015.[7] Volgens Europese diplomaten werd een tekst over vluchtelingen en migratie om consensus te behouden uit de verklaring gehouden.[7]
- 2019:  Osaka, 28 en 29 juni.
- 2020:  Riyad, 21 en 22 november.
- 2021:  Venetië, 9 en 10 juli; Rome, 30 en 31 oktober. In oktober besloten de deelnemers meer vaart te zetten achter maatregelen om de opwarming van de aarde te beperken tot 1,5°C en stemden in met een wereldwijde minimum van 15% voor de vennootschapsbelasting, uiterlijk in 2023.[8] Tot slot zal de G20 zich inspannen voor een betere en snellere toegang tot COVID-19-vaccins in arme landen.
- 2022:  Bali, Indonesië, 15-16 november. De Russische president Vladimir Poetin komt niet naar de G20-top, de Oekraïense president Zelensky gaat via een videolink spreken ook al behoort Oekraïne niet tot de G20.[9] De presidenten Joe Biden (VS) en Xi Jinping (China) ontmoetten elkaar voor een bespreking.
- 2023:  New Delhi, India, 9-10 september.[1] Ondertekening van het Memorandum van overeenstemming (MoU) over een India-Midden-Oosten-Europa Economische Corridor.
- 2024:  Rio de Janeiro, Brazilië.[10] Conferenties op verschillende plaatsen in Brazilië; topontmoeting op 18-19 november 2024.
- 2025:  Johannesburg, 22 en 23 november.

## Samenstelling
De 20 economieën van de G20 plegen 'de grootste, de belangrijkste en invloedrijkste ter wereld' genoemd te worden, maar dit is niet correct. Zoals aan de landen met de grootste nationale economieën te zien is, zijn Spanje (14e economie), Nederland (18e), Zwitserland (19e) niet direct in de G20 vertegenwoordigd en zijn Saoedi-Arabië (20e economie), Zuid-Afrika (33e) en Argentinië (21e) dat wel, gebaseerd op bevindingen van het Internationaal Monetair Fonds. Bij de samenstelling van de G20 is gekozen voor een andere formule: De landen van de G8, de EU en de andere grootste economieën die geen lid zijn van de EU. Dit verklaart waarom sommige Europese landen (G8-leden) via de EU dubbel vertegenwoordigd worden in de G20 en andere grote Europese economieën niet. Ook bij dit perspectief gaat de formule niet geheel op. De landen Zwitserland, Noorwegen en Taiwan doen niet mee, ondanks de grootte van hun economie. Van Noorwegen is bekend dat hun gebrek aan vertegenwoordiging niet vrijwillig is. Spanje is geen individueel lid, maar mag als permanente gast altijd deelnemen aan de G20-top.

### Vaste plaats Nederland
Op 23 juni 2009 werd bekend dat de minister van Financiën, Wouter Bos, zou gaan pleiten voor een vaste positie van Nederland binnen de G20. Volgens Bos betaalt Nederland veel aan instellingen als het IMF en de Wereldbank en doet zo letterlijk een duit in het zakje voor economisch herstel. Bos wilde hiervoor pleiten omdat het in zijn ogen nu lijkt op betalen, maar niet mee kunnen praten. Dit alles werd het hoofdonderwerp van het gesprek met de ambtsgenoot van de Verenigde Staten, minister Geithner. In januari 2011 werd bekend uit door Wikileaks gelekte documenten van de Amerikaanse ambassade in Den Haag dat Washington enkel bereid was om Nederland een uitnodiging te geven voor toekomstige G20-bijeenkomsten als het land actief zou blijven in Afghanistan.

### België
Op de G20-top in Seoel heeft Didier Reynders namens de EU aangedrongen dat, bij een hervorming van het IMF, de G20 op dezelfde wijze zou worden samengesteld, dus met een aanwezigheid van België en andere kleine Europese landen. Reynders pleitte voor een rotatie, met Nederland bijvoorbeeld.